# سویتلانا چرنیکووا
سویتلانا چرنیکووا (اوکراینی: Світлана Іванівна Чернікова؛ زادهٔ ۲۲ مهٔ ۱۹۷۷) اسکیت‌باز نمایشی، و رقصنده روی یخ است. وی همچنین از اسکیت‌بازان نمایشی در بازی‌های المپیک زمستانی ۱۹۹۴ بوده است. 